# Beautiful People (série télévisée, 2005)
Pour les articles homonymes, voir Beautiful People.
Beautiful People ou La Clique de Brighton au Québec est une série télévisée américaine en 16 épisodes de 44 minutes, créée par Michael Rauch et a été diffusée du 8 août 2005 au 24 avril 2006 sur ABC Family.
En France, la série a été diffusée à partir du 23 février 2007 sur Téva et du 20 mai 2007 sur M6, en Belgique depuis le 24 mars 2007 sur La Deux et au Québec à partie du 11 février 2008 sur VRAK.TV.

## Synopsis
Quand Lynne Kerr se retrouve célibataire après que son mari a couché avec la meilleure amie de sa fille, elle décide de changer de vie avec ses deux filles adolescentes, Karen et Sophie. Elles déménagent donc de leur petite ville d'Esperanza au Nouveau-Mexique pour New York où Sophie a obtenu une bourse pour étudier à la prestigieuse Brighton School. Pendant que Sophie découvre un nouvel environnement très élitiste composé des BP, les beautiful people de son nouveau lycée, Karen essaie de percer en tant qu'aspirant mannequin et Lynne revient à ses premières amours dans le monde du stylisme et de la mode.

## Distribution

### Acteurs principaux
- Daphne Zuniga (VF : Déborah Perret) : Lynne Kerr
- Torrey DeVitto (VF : Véronique Desmadryl) : Karen Kerr
- Sarah Foret (VF : Lucile Boulanger) : Sophie Kerr
- Ricky Mabe (VF : Taric Mehani) : Gideon Lustig
- Jackson Rathbone (VF : Yoann Sover) : Nicholas Fiske
- Kathleen Munroe (VF : Sauvane Delanoë) : Annabelle Banks
- Jordan Madley (VF : Malvina Germain) : Paisley Bishop

### Acteurs récurrents
- James McCaffrey (VF : Stefan Godin) : Julian Fiske
- Peter Hermann (VF : Constantin Pappas) : Luke Dalton
- Michelle Duquet (VF : Véronique Rivière) : Rona Fiske
- Kyle Schmid (VF : Nessym Guetat) : Evan Frasier
- Cameron Bancroft (VF : Pierre-François Pistorio) : Joe Seplar
- Sean Wing (VF : Jean-François Cros) : Chris Prichett
- Matthew Del Negro (VF : Pierre Tessier) : Ben Lewis
- Kimberly Huie (VF : Géraldine Asselin) : Maddy Kinkaid
- Arnold Pinnock (en) (VF : Frantz Confiac) : Toby Sayles
- Michael B. Silver (VF : Marc Saez) : David Stein
- Grant Show (VF : Thierry Ragueneau) : Daniel Kerr

## Épisodes
1. Le Pari (Pilot)
2. Mise au point (Point and Shoot)
3. Tous les coups sont permis (Reload)
4. La Fête blanche (Over Exposure)
5. Une seconde chance (Dark, Room, Chemicals)
6. Action ou Vérité (F-Stop)
7. Rien que des amis (Blow Up)
8. Le Bal de l'automne (Photo Finish)
9. Retour vers le futur (Flashback to the Future)
10. De mal en pis (It's All Uphill Here From Here)
11. Princes et Voyous (A Tale of Two Parties)
12. Pour une paire de bottes (Das Boots)
13. Fashion Maman (Black Diamands, White Lies)
14. Les Jeux de l'amour (Where Are We Now ?)
15. Au bonheur des dames (Best Face Forward)
16. La Grande Finale (And the Winner Is...)

## Commentaires
- La série ayant été arrêtée au bout de seize épisodes faute d'audiences satisfaisantes, pourtant les cotes d'écoute fût considérables. La finale de la série amène les personnages principaux confrontés à plusieurs trahisons. La série a été distribuée dans plusieurs pays du monde.
- Les actrices Daphne Zuniga et Torrey DeVitto se sont retrouvées dans la série Les Frères Scott mais ne se sont jamais donné la réplique dans la série.
- Jackson Rathbone interprète le rôle de Jasper Hale dans la saga Twilight.
- En version originale, les titres des premiers épisodes font référence à la photographie, passion du personnage de Sophie dans la série[3].